# 下呂市下呂市民会館
下呂市下呂市民会館（げろしげろしみんかいかん）は、岐阜県下呂市にある公共施設である。単に下呂市民会館ともいう。

## 概要
- 下呂市の市民会館の一つである[1]。
- 旧・益田郡下呂町により、1982年（昭和57年）に下呂町民会館として開館[2]。2004年（平成16年）3月1日に下呂市の発足により下呂市の施設となり、下呂市下呂市民会館となる。
- 行政機能の下呂振興事務所、商工振興機能の下呂商工会が入っている。

## 施設概要
| 1階 - 下呂振興事務所 - 下呂市役所地域振興課 - 下呂図書館 - 休日診療所 | 2階 - 下呂商工会 - 健康指導室 - 大会議室 - 健康相談室 - 第1学習室 - 第2学習室 | 3階 - 作業室 - 第1研修室 - 第2研修室 - 第3研修室 - コミュニティルーム |

## 利用案内
- 開館時間 : 9:00 - 22:00
- 休館日 : 第3日曜日、年末年始

## 交通アクセス

### 公共交通機関
- JR高山本線下呂駅下車、徒歩で約15分
- げろバス上原線、中原線「下桜通り」バス停下車、徒歩約3分
- 濃飛バス加子母線「下桜通り」バス停下車、徒歩約3分

## 周辺施設
- 下呂市立下呂中学校
- 下呂市役所
- JAひだ下呂支店